# Nishihara, Kumamoto
Nishihara (西原村 Nishihara-mura) là ngôi làng thuộc huyện Aso, tỉnh Kumamoto, Nhật Bản. Tính đến ngày 1 tháng 10 năm 2020, dân số ước tính ngôi làng là 6.426 người và mật độ dân số là 83 người/km2. Tổng diện tích ngôi làng là 77,22 km2.